# ХМХС Британик
ХМХС Британик (енгл. (His Majesty's Hospital Ship) HMHS Britannic) је био британски путнички брод поринут 1914. године. Британик је припадао Олимпик класи у којој су још били Титаник из 1912. године и РМС Олимпик из 1911. Током своје каријере служио је као брод болница у Првом светском рату. 
Британик је требало у Грчкој да покупи 3000 рањених војника и да настави свој пут. 21. новембра 1916. године код острва Кеа у Егејском мору у Грчкој Британик је ударио у мину или га је погодио немачки торпедо и брод је потонуо. Британик је потонуо за 55 минута. Од 1065 путника, 30 је настрадало, а 1035 путника је спашено. 
2000. године направљен је филм о Британику под именом "Британик".

## Карактеристике
Димензије Британика биле су сличне димензијама њених сестринских бродова, али су његове димензије су измењене док је још био на почетку изградње након катастрофе Титаника. Са бруто тонажом од 48.158 тона он је премашио своје близанце у смислу величине депласмана, али то га није учинило највећим путничким бродом у служби у то време; немачки СС Ватерланд био је знатно већи.
Брод је био покретан мешовитим погонским системом који је већ тестиран на његовим близанцима (Олимпику и Титанику): две парне машине са 4 клипа, које су окретала бочне трокраке пропелере. Пара која је покретала парне машине, након излаза из парних машина улазила у парну турбину ниског притиска која која је покретала средњи четворокраки пропелер. Британик је могао да достигне брзину од 23 чвора.
Након губитка Титаника и накнадних истрага, направљено је неколико измена у дизајну на преосталим бродовима олимпик класе. Са Британиком, ове промене су направљене пре поринућа брода у воду. Промене су укључивале повећање ширине брода за 0,61 м, како би се омогућио двоструки труп дуж машинских простора и котларница, те подизање шест од 15 водонепропусних преграда до палубе "Б". Поред тога, додата је турбина веће снаге од 13.000 kW (17.000 КС) уместо 12.000 kW (16.000 КС) у односи на претходна два брода. Централни водонепропусни простори су побољшани, што је омогућило да брод остане на површини са шест потопљених водонепропусних простора.
Очигледнија спољна промена била је монтажа великих кранских посуда, свака напајана електричним мотором и способна да покрене шест чамаца за спашавање који су били ускладиштени на постајама; Брод је првобитно био осмишљен тако да има осам гарнитура, али само пет је било инсталирано прије него што је ушао у ратну службу, с тим да је разлика направљена са бродовима које су пориути ручно управљани резервоари типа Велин као на Титанику и Олимпику. 
Додатни спасилачки чамци могли су бити постављени надохват руке на крову куће на палуби, а портални чамци могли су доћи до спасилачких чамаца с друге стране брода, под условом да ниједан од лијевака није ометала пут. Овај дизајн је омогућио да се спусте сви чамци за спашавање, чак и ако је брод развио листу која би иначе спречавала да се чамци за спашавање спусте са стране насупрот попису. Неколико од тих чамаца било је постављено у корак са левцима, поразивши ту сврху. [8] На броду је било 55 цамаца за спашавање, које су могле носити најмање 75 особа. На тај начин, 3600 људи могло је да се носи са бродовима за спашавање, што је више од максималног броја људи које би брод могао да носи.

## Потонуће
По завршетку пет успешних путовања до Блискоисточног фронта и назад у Велику Британију превозећи болесне и рањене, Британиц је 12. новембра 1916. отишао из Саутхемптона за Лемнос у 14.23, свој шести пут до Средоземног мора. [28] Британник је прошао Гибралтар око поноћи 15. новембра и стигао у Напуљ ујутро 17. новембра, због уобичајене коалиције и заустављања горива, довршавајући прву фазу своје мисије. [40]
Олуја је задржала брод у Напуљу до недеље поподне, када је капетан Чарли Батлер одлучио да искористи кратку паузу у времену и настави. Море је поново порасло баш када је Британик напустио луку. До следећег јутра, олује су се умириле и брод је прошао Мессина без проблема. Рт Матапан је заокружен у првим сатима 21. новембра. Ујутро, Британик се пуном брзином запалио у канал Кеа, између рта Соунион (најјужнија тачка Атике, префектура која укључује Атину ) и острва Кеа. [40]
На броду је било 1.065 људи: 673 посаде, 315 медицинских корпуса Краљевске војске (РАМЦ) и 77 медицинских сестара. [41]

### Експлозија
У 08:12 21. новембра 1916. године, гласна експлозија потресла је брод. [42] Узрок, било да се ради о торпеду од непријатељске подморнице или мини, није био очигледан. Касније би се открило да су мине постављене у каналу Кеа 21. октобра 1916. од стране СМ У-73 под командом Густава Сиеßа. Реакција у броду била је непосредна; доктори и медицинске сестре су одмах отишли на своја радна места, али нису сви реаговали на исти начин, као и даље, снага експлозије је била мање осетљива и многи су мислили да је брод погодио мањи брод. Капетан Бартлет и главни официр Хјум су у то време били на мосту и озбиљност ситуације је ускоро била видљива. [43] Експлозија је била на десној страни, између два и три. Сила експлозије оштетила је водонепропусну преграду између једног и предњег . [42] Прва четири водонепропусна одељка брзо су се пунила водом, [42] тунел кочног човека који је повезивао ватрогасне одаје на прамцу са котларницом шест био је озбиљно оштећен, а вода је текла у ту котларницу. [42]
Капетан је наредио да се водонепропусна врата затворе, послао сигнал за помоћ и наредио посади да припреми чамце за спасавање. [42] СОС сигнал је одмах послан и примљен од стране неколико других бродова у том подручју, међу којима су били ХМС Сцоурге и ХМС Хероиц, али Британик није ништа чуо у одговору; непозната ни Бартлету ни бродском оператеру, сила прве експлозије изазвала је прекидање жице антене између бродских јарбола како би пукла. То је значило да, иако је брод и даље могао да шаље радио-дифузију, више их није могла примати. [44]
Уз оштећена водонепропусна врата ватрогасног тунела, водонепропусна врата између шест и пет котлова нису се добро затворила. Вода је текла даље у котловницу пет. Британниц је достигла границу поплављивања. Могла је да остане на површини (непомично) са својих  поплављених првих шест непропусних одељака. Било је пет водонепропусних преграда које су се уздизале све до Б палубе. Те мере су прeдузете након катастрофе Титаник (Титаник је могао плутати са поплављеним првим четири одјељка). Следећа пресудна преграда између котловница пет и четири и њена врата била су неоштећена и требало је да гарантује опстанак брода. Уз предње доње палубе било је отворених отвора, који су се за неколико минута након експлозије нагињали под водом. Медицинске сестре су отвориле већину тих прозорских отвора како би проветрале одељења, против трајног налога. Како се бродски угао повећао, вода је достигла овај ниво и почела да улази уназад из преграде између котловница пет и четири. Са више од шест преплављених преграда, Британик није могао да остане на површини.
До 08:45, угао је биo тако велики да су чак и чамци са порт стране сада били неупотребљиви. У овом тренутку, Капетан је закључио да је брзина којом се Британик потапала успорила, па је зауставио евакуацију и наредио да се мотори поново покрену у нади да ће и даље моћи да одржи брод на површини. У 09:00 Капетан је био обавештен да се стопа поплава повећала због кретања брода напред и да је поплава стигла до Д-палубе. Схвативши да сада нема наде да ће на вријеме стићи до копна, Капетан је дао коначну наредбу да заустави моторе и зазвучао два последња Наређења, сигнал да напусте брод. Како је вода већ стигла до моста, он и помоћник командира Дике кренули су на палубу и ушли у воду до склопивог чамца из којег су наставили да координирају операције спашавања. [51]
Британник се преврнуо на десну страну, а димњаци су се срушили један по један, јер је брзо потонуо. Док је крма била ван воде, прамац је већ ударио у дно мора, наносећи му велику структуралну штету, пре него што је потпуно пао испод таласа у 09:07. [50] Виолет Џесоп (који је такође био један од преживелих са Британика - који је био на сестринском броду Титанику, а чак је био и на Олимпику, када се сударио са ХМС Хоком) описала је последње секунде;
Мало је спустио крму, затим мало ниже и још ниже. Све машине на палуби пале су у море као играчке. Његова крма стајала је стотинама стопа у небу све док се није задрхтао, нестао је у дубини, бука је одјекнула кроз воду. Британик је нестао са површине.
Било је 09:07, само 55 минута након експлозије. Британик је био највећи брод изгубљен у Првом светском рату.

## Спашавање путника
У поређењу са Титаником, спашавање путника са Британика било је олакшано са три фактора: температура је била виша (21 °C (70 °F) у поређењу са −2 °C (28 °F) за Титаник ), више спасилачких чамаца били су доступни (35 је лансирано и остали на површини [56] у поређењу са Титаниковим 20 [57]) и помоћ је била ближа (стигла мање од два сата након првог позива у помоћ у поређењу са три и по сата за Титаник . 58])
Први који су стигли на сцену били су рибари из Кее на њиховом кавезу, који су покупили много људи из воде. [59] У 10:00, ХМС Сцоурге је угледао прве чамце за спасавање и 10 минута касније зауставио и покупио 339 преживјелих. Наоружани пароброд ХМС Хероиц стигао је неколико минута раније и покупио 494. [60] Око 150 их је стигло до Кориссие, Кеа, гдје су преживјели доктори и медицинске сестре из Британаца покушавали спасити повријеђене, користећи прегаче и комаде за спашавање. дрессингс. Мала неплодна обала служила је као њихова операциона сала.
Сцоурге и Хероиц нису имали простор на палуби за више преживелих, и отишли су у Пиреј сигнализирајући присуство оних који су остали у Кориссији. ХМС Фокхоунд је стигао у 11:45 и, након што је обрисао подручје, усидрен у малој луци у 13:00, понудио медицинску помоћ и укрцао преостале преживјеле. [60] У 14:00 стигла је лагана крстарица ХМС Форесигхт. Фокхоунд је отишао у Пиреј у 14:15, док је Форесигхт остао да организује сахрану Кее од наредника Виллиам Схарпеа, који је умро од повреда. Још двојица су умрла на хероју и један на француском тегљачу Голијату. Тројица су сахрањена са војним почастима на Пирејском морнаричком и конзуларном гробљу. Последњи смртник је био Г. Хонеицотт, који је умро у руској болници у Пиреју недуго након сахрана.
Укупно је преживело 1035 људи. Тридесет људи изгубило је животе у катастрофи [61] али само је пет било сахрањено; други нису пронађени и почашћени на споменима у Солуну ( Меморијал Микра ) и Лондону. Још 38 мушкараца је повређено (18 чланова посаде, 20 РАМЦ). Преживели су смештени у ратним бродовима који су били усидрени у луци Пиреј, док су медицинске сестре и официри били смештени у одвојеним хотелима у Фалерону. Многи грчки грађани и званичници присуствовали су сахранама. Преживјели су послани кући, а неколико их је стигло у Уједињено Краљевство прије Божића. [63]
Британски истраживач Мицхаил Мицхаилакис открио је у новембру 2006. да је један од 45 неидентификованих гробница на Новом британском гробљу у граду Хермоуполис на острву Сирос садржао остатке војника прикупљеног из цркве Аг. Триас ат Ливади (некадашње име Кориссиа). Историчар поморства Симон Миллс контактирао је Комисију за ратне гробове Цоммонвеалтха. Даљим истраживањем је утврђено да је тај војник био Британска жртва и да су његови остаци регистровани у октобру 1919. као припадник извјесног "каплара Стевенса". Када су посмртни остаци премештени на ново гробље у Сиросу у јуну 1921. године, утврђено је да нема записа који би се односио на то име са губитком брода, а гробница је регистрована као неидентификована. Миллс је пружио доказе да овај човек може бити наредник Схарпе, а случај је разматрао Агенција за особље и ветеране . [64] Подигнут је нови надгробни камен за Шарпа и ЦВГЦ је ажурирао своју базу података. [65]

## Олупина
Олупина Британика налази се на 37° 42'05Н, 24° 17'02Е на око 120 m. Открио га је француски океонаограф Жак Ив 1975. године. Ова позиција је око 3 наутичке миље сјеверозападно од Кориссиа (главна лука отока Кеа), око 6,75 наутичких миља сјеверозападно од службеног положаја који је дао Адмиралитет 1947. године, али веома близу позиције коју је известио капетан Бартлет у сигналу за помоћ.
Џиновски брод лежи на десној страни са нагибом од око 85 степени. Зона експлозије остаје скривена и већина видљивих оштећења се налази у подручју предњих теретних складишта, гдје се чини да је читав одсјечак бокова причвршћен за остатак трупа само неким палубним плочама Б- децк. Врх прамца је јако деформисан. Према др. Роберту Баларду (који је истраживао олупину 1995. године), ова штета је настала када је прамац стигао до морског дна прије него што је линијски брод дугачак 269 m био потпуно под водом. Док је брод био спреман да се преврне на десну страну, прамац је почео да се окреће и масивне силе су примењене на труп, стварајући велике пукотине на челичним плочама на најслабијем месту, подручју које је већ оштећено експлозијом. Због овог ротационог покрета, олупина трупа сада показује у правцу од 253 степена, према правцу из којег је брод пловио прије него што је сусрео своју судбину.